# Hrabstwo Lexington
Hrabstwo Lexington – hrabstwo w stanie Karolina Południowa w USA.

## Geografia
Według United States Census Bureau całkowita powierzchnia hrabstwa wynosi 1962 km² z czego 1809 km² stanowią lądy, a 152 km² stanowią wody. Według szacunków w roku 2010 hrabstwo zamieszkiwało 262 391 mieszkańców. Jego siedzibą administracyjną jest Lexington.

### Miasta
- Batesburg-Leesville
- Cayce
- Chapin
- Gaston
- Gilbert
- Irmo
- Lexington
- Pelion
- Pine Ridge
- South Congaree
- Springdale
- Summit
- Swansea
- West Columbia

### CDP
- Oak Grove
- Red Bank
- Seven Oaks

### Sąsiednie hrabstwa
- Hrabstwo Richland (wschód)
- Hrabstwo Orangeburg (południowy wschód)
- Hrabstwo Calhoun (południowy wschód)
- Hrabstwo Aiken (południowy zachód)
- Hrabstwo Saluda (zachód)
- Hrabstwo Newberry (północny zachód)